# Orphanet
Orphanet – europejski, medyczny serwis internetowy, utworzony we Francji w 1997 r. w celu zgromadzenia i udostępniania wiedzy na temat rzadko występujących chorób. Poza tym służy lekarzom, pacjentom i ich bliskim w działaniach dla poprawy diagnostyki, opieki i leczenia tych chorób. 
Siedziba Orphanet znajduje się w Paryżu, a jego oficjalnym czasopismem medycznym jest Orphanet Journal of Rare Diseases, które jest wydawane przez BioMed Central.
Serwisem zarządza konsorcjum instytucji akademickich z 35 krajów, pod kierownictwem Insermu.